# Q School 2020 - Evento 1
L'evento 1 della Q School 2020 è la prima tappa di tre di questa competizione, che si è disputata dal 3 al 7 agosto 2020 presso l'English Institute of Sport di Sheffield, in Inghilterra.
Da questa prima tappa, quattro giocatori (Lee Walker, Peter Devlin, Simon Lichtenberg e Fan Zhengyi) si sono qualificati al Main Tour per le stagioni 2020-2021 e 2021-2022.

## Regolamento
Introdotta nel periodo di riforme dell'allora appena nominato presidente del World Snooker Tour Barry Hearn, la Q School è formata da tre eventi, i quali si disputano prima dell'inizio della stagione professionistica (solitamente pochi giorni dopo il termine del Campionato mondiale).
In questi sono presenti quattro sezioni, formate tutte da sei turni: chi riesce a vincere l'ultimo Round, ottiene una carta professionistica di due stagioni.
Possono partecipare anche coloro che terminano la stagione fuori dai primi 64 nel Ranking, e che quindi devono riqualificarsi per il Main Tour.
L'iscrizione è aperta ad ogni giocatore dilettante (con un'età minima di 16 anni), ed ha un costo di £1000.

## Fase a eliminazione diretta
| Turno 1                | Turno 2                | Turno 3                | Turno 4                | Turno 5                | Turno di qualificazione al Main Tour |
| ---------------------- | ---------------------- | ---------------------- | ---------------------- | ---------------------- | ------------------------------------ |
| Al meglio dei 5 frames | Al meglio dei 5 frames | Al meglio dei 7 frames | Al meglio dei 7 frames | Al meglio dei 7 frames | Al meglio dei 7 frames               |

### Sezione 1

#### Turno 1
| Giocatore 1       | Giocatore 2     | Risultato |
| ----------------- | --------------- | --------- |
| Keishin Kamihashi | Dan Barsley     | 3 - 0     |
| Kharazchi Jamshid | Bradley Cowdroy | 0 - 3     |
| Lee Walker        | Matthew Glasby  | 3 - 0     |
| Jamie Clarke      | Jamie Jones     | Forfait   |
| Daniel Ward       | Neal Jones      | 3 - 0     |
| Andy Lee          | Alex Clenshaw   | Forfait   |
| Daniel Womersley  | Thomas McSorley | 3 - 2     |
| Bash Maqsood      | Hammad Miah     | 1 - 3     |
| Serhij Isaenko    | Alex Taubman    | 0 - 3     |
| Ryan Davies       | Ben Jones       | 3 - 2     |
| Paul Deaville     | Elliot Slessor  | Forfait   |
| Jack Smithers     | Mark Joyce      | Forfait   |

#### Turno 2
| Giocatore 1         | Giocatore 2       | Risultato |
| ------------------- | ----------------- | --------- |
| Stephen Kershaw     | Keishin Kamihashi | 3 - 2     |
| Chen Feilong        | Bradley Cowdroy   | 1 - 3     |
| Ivan Kakovskii      | Lee Walker        | 1 - 3     |
| Adam Stefanow       | Ashley Carty      | Forfait   |
| Jordan Brown        | Jamie Jones       | Forfait   |
| Paul Davies         | Daniel Ward       | 3 - 2     |
| Lee Shanker         | Alex Clenshaw     | 0 - 3     |
| Ian Martin          | Ronan Whyte       | 3 - 1     |
| Jak Jones           | Daniel Womersley  | Forfait   |
| Adam Longley        | Hammad Miah       | 0 - 3     |
| Aidan Murphy        | Simon Blackwell   | 2 - 3     |
| Tugba Irten         | Alex Taubman      | 2 - 3     |
| Ben Hancorn         | Haider Ali        | 3 - 0     |
| Brian Ochoiski      | Ryan Davies       | 3 - 2     |
| Mark Anthony Taylor | Paul Deaville     | 3 - 1     |
| Ben Mertens         | Jack Smithers     | 3 - 2     |

#### Turno 3
| Giocatore 1         | Giocatore 2     | Risultato |
| ------------------- | --------------- | --------- |
| Stephen Kershaw     | Bradley Cowdroy | 4 - 2     |
| Lee Walker          | Adam Stefanow   | Forfait   |
| Jamie Jones         | Paul Davies     | 4 - 1     |
| Alex Clenshaw       | Ian Martin      | 4 - 2     |
| Daniel Womersley    | Hammad Miah     | 3 - 4     |
| Simon Blackwell     | Alex Taubman    | 4 - 2     |
| Ben Hancorn         | Brian Ochoiski  | 2 - 4     |
| Mark Anthony Taylor | Ben Mertens     | 1 - 4     |

#### Turno 4
| Giocatore 1     | Giocatore 2     | Risultato |
| --------------- | --------------- | --------- |
| Stephen Kershaw | Lee Walker      | 2 - 4     |
| Jamie Jones     | Alex Clenshaw   | 4 - 1     |
| Hammad Miah     | Simon Blackwell | 3 - 4     |
| Brian Ochoiski  | Ben Mertens     | 0 - 4     |

#### Turno 5
| Giocatore 1     | Giocatore 2 | Risultato |
| --------------- | ----------- | --------- |
| Lee Walker      | Jamie Jones | 4 - 1     |
| Simon Blackwell | Ben Mertens | 4 - 0     |

#### Turno di qualificazione al Main Tour
| Giocatore 1 | Giocatore 2     | Risultato |
| ----------- | --------------- | --------- |
| Lee Walker  | Simon Blackwell | 4 - 1     |

### Sezione 2

#### Turno 1
| Giocatore 1    | Giocatore 2      | Risultato |
| -------------- | ---------------- | --------- |
| Lin Shuai      | Andrew Higginson | Forfait   |
| Jack Haley     | James Leadbetter | 0 - 3     |
| Jamie Wilson   | Patrick Wallace  | 2 - 3     |
| Lee Stephens   | Saqib Nasir      | 1 - 3     |
| Mark Vincent   | Garry Coulson    | 3 - 0     |
| Elliott Weston | Fang Xiongman    | 0 - 3     |
| Joshua Thomond | James Silverwood | 3 - 0     |
| Craig Steadman | Oliver Lines     | 3 - 2     |
| Dave Nelson    | Fergal O'Brien   | Forfait   |
| Ross Muir      | Ross Bulman      | 2 - 3     |
| Dave Finbow    | Adam Edge        | 1 - 3     |

#### Turno 2
| Giocatore 1      | Giocatore 2      | Risultato |
| ---------------- | ---------------- | --------- |
| Phil O'Kane      | Lin Shuai        | Forfait   |
| Florian Nüßle    | Neil Vincent     | 3 - 1     |
| Paul Davison     | James Leadbetter | 3 - 1     |
| Connor Benzey    | Patrick Wallace  | 1 - 3     |
| Matthew Couch    | Saqib Nasir      | 2 - 3     |
| Dylan Emery      | John Astley      | 1 - 3     |
| Michael Collumb  | Adam Duffy       | 3 - 1     |
| Keith Keldie     | Joe O'Connor     | Forfait   |
| Peter Devlin     | Mark Vincent     | 3 - 0     |
| Stephen Swaine   | Kuldesh Johal    | 0 - 3     |
| Dean Reynolds    | Fang Xiongman    | 0 - 3     |
| Luo Honghao      | Joshua Thomond   | Forfait   |
| Adrian Rosa      | Craig Steadman   | 3 - 2     |
| Hamim Hussain    | Dave Nelson      | 3 - 2     |
| Jack Dady        | Ross Bulman      | 0 - 3     |
| Thor Chuan Leong | Adam Edge        | 3 - 2     |

#### Turno 3
| Giocatore 1     | Giocatore 2      | Risultato |
| --------------- | ---------------- | --------- |
| Phil O'Kane     | Florian Nüßle    | 3 - 4     |
| Paul Davison    | Patrick Wallace  | 1 - 4     |
| Saqib Nasir     | John Astley      | 1 - 4     |
| Michael Collumb | Keith Keldie     | 4 - 3     |
| Peter Devlin    | Kuldesh Johal    | 4 - 2     |
| Fang Xiongman   | Joshua Thomond   | 2 - 4     |
| Adrian Rosa     | Hamim Hussain    | 4 - 3     |
| Ross Bulman     | Thor Chuan Leong | 3 - 4     |

#### Turno 4
| Giocatore 1   | Giocatore 2      | Risultato |
| ------------- | ---------------- | --------- |
| Florian Nüßle | Patrick Wallace  | 0 - 4     |
| John Astley   | Michael Collumb  | 4 - 1     |
| Peter Devlin  | Joshua Thomond   | 4 - 2     |
| Adrian Rosa   | Thor Chuan Leong | 1 - 4     |

#### Turno 5
| Giocatore 1     | Giocatore 2      | Risultato |
| --------------- | ---------------- | --------- |
| Patrick Wallace | John Astley      | 0 - 4     |
| Peter Devlin    | Thor Chuan Leong | 4 - 2     |

#### Turno di qualificazione al Main Tour
| Giocatore 1 | Giocatore 2  | Risultato |
| ----------- | ------------ | --------- |
| John Astley | Peter Devlin | 2 - 4     |

### Sezione 3

#### Turno 1
| Giocatore 1       | Giocatore 2          | Risultato |
| ----------------- | -------------------- | --------- |
| Luke Simmonds     | Sunny Akani          | Forfait   |
| Benji Buckley     | Paul Burrell         | 3 - 0     |
| Jeff Cundy        | Jamie Brown          | 3 - 1     |
| Haydon Pinhey     | Farakh Ajaib         | 1 - 3     |
| Kayden Brierley   | Harvey Chandler      | 0 - 3     |
| Jason Kendrick    | Sean McAllister      | 3 - 1     |
| Robbie McGuigan   | Mike Hallett         | 3 - 0     |
| Sean O'Sullivan   | Robert James         | 2 - 3     |
| Brandon Hall      | Andrew Milliard      | 3 - 0     |
| Greg Casey        | Jamie Curtis-Barrett | 0 - 3     |
| Simon Lichtenberg | Kishan Hirani        | 3 - 2     |
| Ryan Thomerson    | Michael Georgiou     | 0 - 3     |
| Ryan Cronin       | Reanne Evans         | 1 - 3     |
| Chae Ross         | Dean Young           | 2 - 3     |

#### Turno 2
| Giocatore 1      | Giocatore 2          | Risultato |
| ---------------- | -------------------- | --------- |
| Zak Surety       | Luke Simmonds        | 1 - 3     |
| Alfie Burden     | Benji Buckley        | 3 - 2     |
| Rory McLeod      | Jeff Cundy           | 3 - 1     |
| Mark Lloyd       | Farakh Ajaib         | 0 - 3     |
| Sydney Wilson    | Hayden Staniland     | 0 - 3     |
| Leo Fernandez    | Harvey Chandler      | 3 - 2     |
| Luke Pinches     | Robbie Williams      | Forfait   |
| Sanderson Lam    | Jason Kendrick       | 3 - 2     |
| Chris Totten     | Robbie McGuigan      | 1 - 3     |
| Hans Blanckaert  | Robert James         | 2 - 3     |
| Stan Moody       | Brandon Hall         | 1 - 3     |
| Steven Evans     | Jamie Curtis-Barrett | 0 - 3     |
| Tam Mustafa      | Simon Lichtenberg    | 0 - 3     |
| Stephen Craigie  | Michael Georgiou     | 3 - 2     |
| Steven Hallworth | Reanne Evans         | 3 - 1     |
| Lee Richardson   | Dean Young           | 2 - 3     |

#### Turno 3
| Giocatore 1       | Giocatore 2          | Risultato |
| ----------------- | -------------------- | --------- |
| Luke Simmonds     | Alfie Burden         | 4 - 2     |
| Rory McLeod       | Farakh Ajaib         | 2 - 4     |
| Hayden Staniland  | Leo Fernandez        | 2 - 4     |
| Luke Pinches      | Sanderson Lam        | 1 - 4     |
| Robbie McGuigan   | Robert James         | 1 - 4     |
| Brandon Hall      | Jamie Curtis-Barrett | 0 - 4     |
| Simon Lichtenberg | Stephen Craigie      | 4 - 0     |
| Steven Hallworth  | Dean Young           | 0 - 4     |

#### Turno 4
| Giocatore 1       | Giocatore 2          | Risultato |
| ----------------- | -------------------- | --------- |
| Luke Simmonds     | Farakh Ajaib         | 2 - 4     |
| Leo Fernandez     | Sanderson Lam        | 4 - 2     |
| Robert James      | Jamie Curtis-Barrett | 4 - 3     |
| Simon Lichtenberg | Dean Young           | 4 - 2     |

#### Turno 5
| Giocatore 1  | Giocatore 2       | Risultato |
| ------------ | ----------------- | --------- |
| Farakh Ajaib | Leo Fernandez     | 1 - 4     |
| Robert James | Simon Lichtenberg | 0 - 4     |

#### Turno di qualificazione al Main Tour
| Giocatore 1   | Giocatore 2       | Risultato |
| ------------- | ----------------- | --------- |
| Leo Fernandez | Simon Lichtenberg | 1 - 4     |

### Sezione 4

#### Turno 1
| Giocatore 1            | Giocatore 2    | Risultato |
| ---------------------- | -------------- | --------- |
| Jake Nicholson         | Declan Lavery  | 3 - 2     |
| Chris Mason            | Liam Graham    | 1 - 3     |
| Jack Culligan          | Daniel Bagley  | 1 - 3     |
| Ollie Douglas          | Sam Craigie    | Forfait   |
| Manasawin Phetmalaikul | Ben Fortey     | 2 - 3     |
| Wu Yize                | Julien Leclerq | 2 - 3     |
| Patrick Whelan         | Sam Baird      | 1 - 3     |

#### Turno 2
| Giocatore 1        | Giocatore 2       | Risultato |
| ------------------ | ----------------- | --------- |
| Fan Zhengyi        | Tyler Rees        | 3 - 2     |
| James Burrett      | Jake Nicholson    | 1 - 3     |
| Jamie McArdle      | Jed Mann          | 3 - 1     |
| Oliver Brown       | Callum Beresford  | 3 - 2     |
| Lucky Vatnani      | Liam Graham       | 2 - 3     |
| James Height       | Daniel Bagley     | 0 - 3     |
| Fergal Quinn       | Ollie Douglas     | 3 - 0     |
| Liam Highfield     | Rhydian Richards  | Forfait   |
| Raymond Fry        | Ben Fortey        | 3 - 2     |
| Michael White      | Cristopher Keogan | 3 - 2     |
| Joshua Cooper      | Julien Leclerq    | 3 - 2     |
| Mateusz Baranowski | Sam Baird         | 1 - 3     |
| Stephen Groves     | Ryan Roberts      | 0 - 3     |
| Sean Harvey        | Marvin Morgan     | 3 - 1     |
| Andy Marriott      | Antoni Kowalski   | 1 - 3     |
| Callum Lloyd       | Alex Millington   | 1 - 3     |

#### Turno 3
| Giocatore 1     | Giocatore 2      | Risultato |
| --------------- | ---------------- | --------- |
| Fan Zhengyi     | Jake Nicholson   | 4 - 2     |
| Jamie McArdle   | Oliver Brown     | 2 - 4     |
| Liam Graham     | Daniel Bagley    | 4 - 0     |
| Fergal Quinn    | Rhydian Richards | 0 - 4     |
| Raymond Fry     | Michael White    | 0 - 4     |
| Joshua Cooper   | Sam Baird        | 4 - 2     |
| Ryan Roberts    | Sean Harvey      | 4 - 3     |
| Antoni Kowalski | Alex Millington  | 4 - 1     |

#### Turno 4
| Giocatore 1   | Giocatore 2      | Risultato |
| ------------- | ---------------- | --------- |
| Fan Zhengyi   | Oliver Brown     | 4 - 3     |
| Liam Graham   | Rhydian Richards | 4 - 1     |
| Michael White | Joshua Cooper    | 4 - 1     |
| Ryan Roberts  | Antoni Kowalski  | 2 - 4     |

#### Turno 5
| Giocatore 1   | Giocatore 2     | Risultato |
| ------------- | --------------- | --------- |
| Fan Zhengyi   | Liam Graham     | 4 - 1     |
| Michael White | Antoni Kowalski | 4 - 3     |

#### Turno di qualificazione al Main Tour
| Giocatore 1 | Giocatore 2   | Risultato |
| ----------- | ------------- | --------- |
| Fan Zhengyi | Michael White | 4 - 2     |

### Century Breaks (1)
| N° | Giocatore    | Sezione | Century Breaks | Miglior Break |
| -- | ------------ | ------- | -------------- | ------------- |
| 1  | Alfie Burden | 3       | 1              | 141           |